# Pithomyces karoo
Pithomyces karoo är en svampart som beskrevs av Marasas & I.H. Schum. 1972. Pithomyces karoo ingår i släktet Pithomyces och familjen Pleosporaceae.   Inga underarter finns listade i Catalogue of Life.